# Cino Rinuccini
Cino Rinuccini (Firenze, 1350 circa – 1417) è stato un poeta italiano del XIV secolo.

## Biografia
Di agiata famiglia, figlio di uno dei più ricchi ed eminenti uomini politici della Firenze tardo-trecentesca, si immatricolò nell'Arte della Lana nel 1381, ma non proseguì l'impegno civico del padre. 
La sua produzione poetica (ci sono giunti 54 suoi componimenti, divisi tra sonetti, canzoni e ballate), si caratterizza per l'accurato recupero della tradizione tematica e stilistica dello Stilnovo, riletto alla luce della recente esperienza petrarchesca e delle novità introdotte dalla poesia musicale del tempo. Apprezzato dai contemporanei e dalle generazioni successive, alcune delle sue liriche furono inserite nella celebre antologia quattrocentesca nota con il nome di Raccolta aragonese.
Rinuccini fu anche vivace polemista e si inserì con autorevolezza nelle contese politiche e letterarie sorte a Firenze nei primi anni del Quattrocento. Nella risposta all'Invectiva in Florentia dell'umanista vicentino Antonio Loschi, giuntaci nella redazione in volgare, Rinuccini prende le parti della Florentina libertas, rivendicando la storia e il prestigio repubblicano di Firenze e della Toscana, mentre nell'Invettiva contra a certi calunniatori di Dante, Petrarca e Boccaccio partendo da posizioni tradizionaliste in difesa delle "tre corone" e della lingua volgare polemizza aspramente contro l'intransigenza della dilagante cultura umanistica.

## Edizione di riferimento
- Cino Rinuccini, Rime, edizione critica a cura di Giovanna Balbi, Firenze, Le Lettere, 1995. ISBN 978-88-7166-202-2